# Francisco Rubio (calciatore)
Francisco Rubio, detto Paco (Saint-Amand-Montrond, 6 dicembre 1953), è un allenatore di calcio ed ex calciatore francese, di ruolo centrocampista.

## Palmarès

### Calciatore
- Coppa di Francia: 1

Nancy: 1977-1978